# Tenfaipas se marie ce matin…
Pour plus de détails, voir Fiche technique et Distribution.
Tenfaipas se marie ce matin… est un  court métrage d'animation français réalisé par Robert Lortac et sorti le 1er novembre 1918,. 

## Synopsis
Tenfaispas doit épouser Léocadie. Il se prépare pour la cérémonie et revêt de beaux habits ainsi qu'un superbe haut-de-forme et des bottines élégantes. Cependant Tenfaispas apprend par une dépêche que l'heure du mariage est avancée. Les ennuis commencent : il rate son train, tombe en panne de voiture. Sa belle tenue se transforme en guenille et lorsqu'il se présente dans cet état a la cérémonie il est congédié.

## Fiche technique
- Réalisateur : Robert Lortac
- Scénariste : Robert Lortac
- Société de Production : Atelier Lortac
- Distribution : Pathé
- Métrage : 150 mètres
- Pays de production :  France
- Sujet dans Pathé Journal n° 44
- Annoncé dans Ciné-Journal n° 476/172 du 28 septembre 1918
- Sortie : Omnia Pathé, Paris, du 1er novembre 1918 au 7 novembre 1918
- Numéro de film : 8184